# Mallapura, Kanakapura
Mallapura là một làng thuộc tehsil Kanakapura, huyện Ramanagara, bang Karnataka, Ấn Độ.